# Лисакув-под-Лясем
Лисакув-под-Лясем (пол. Łysaków pod Lasem) — село в Польщі, у гміні Єнджеюв Єнджейовського повіту Свентокшиського воєводства.
Населення — 291 особа (2011).
У 1975-1998 роках село належало до Келецького воєводства.

## Демографія
Демографічна структура на день 31 березня 2011 року:
|          | Загалом | Допрацездатний вік | Працездатний вік | Постпрацездатний вік |
| -------- | ------- | ------------------ | ---------------- | -------------------- |
| Чоловіки | 138     | 27                 | 93               | 18                   |
| Жінки    | 153     | 32                 | 76               | 45                   |
| Разом    | 291     | 59                 | 169              | 63                   |